# 南一番町 (名古屋市)
南一番町（みなみいちばんちょう）は、愛知県名古屋市熱田区の地名。丁番を持たない単独町名である。住居表示実施。

## 地理
名古屋市熱田区南西部に位置する。東は千年一丁目・同二丁目、西は二番二丁目・三番町、南は港区、北は一番二丁目に接する。

## 歴史

### 町名の由来
当地が熱田新田一番割の南に位置することに由来するという。

### 沿革
- 1940年（昭和15年）10月10日 - 熱田区熱田新田東組の一部により、同区南一番町が成立[1]。
- 1971年（昭和46年）2月10日 - 熱田新田東組・千年・一番町の各一部を編入する[1]。また、同時に住居表示を実施する[8]。
- 1973年（昭和48年）10月20日 - 一部が三番町に編入される[1]。
- 1982年（昭和57年）11月14日 - 一部が三番町に編入される[1]。

## 世帯数と人口
2018年（平成30年）12月1日現在の世帯数と人口は以下の通りである。
| 町丁     | 世帯数  | 人口    |
| -------- | ------- | ------- |
| 南一番町 | 551世帯 | 1,082人 |

### 人口の変遷
国勢調査による人口の推移
| 2000年（平成12年） | 1,017人 | [ 9 ]  |  |
| 2005年（平成17年） | 1,115人 | [ 10 ] |  |
| 2010年（平成22年） | 1,157人 | [ 11 ] |  |
| 2015年（平成27年） | 1,154人 | [ 12 ] |  |

## 学区
市立小・中学校に通う場合、学校等は以下の通りとなる。また、公立高等学校に通う場合の学区は以下の通りとなる。なお、小・中学校は学校選択制度を導入しておらず、番毎で各学校に指定されている。
| 小学校                                    | 中学校                                    | 高等学校 |
| ----------------------------------------- | ----------------------------------------- | -------- |
| 名古屋市立千年小学校 名古屋市立船方小学校 | 名古屋市立宮中学校 名古屋市立日比野中学校 | 尾張学区 |

## 交通
- 国道154号[7]
- 東海道新幹線[7]
- 南方貨物線[7]
- 名古屋市営バス

## 施設
- 愛知機械工業熱田工場

## その他

### 日本郵便
- 郵便番号 : 456-0055[4]（集配局：熱田郵便局[15]）。